# Rebilus bunya
Rebilus bunya is een spinnensoort uit de familie Trochanteriidae. De soort komt voor in Queensland.